# توبوإيزوميراز

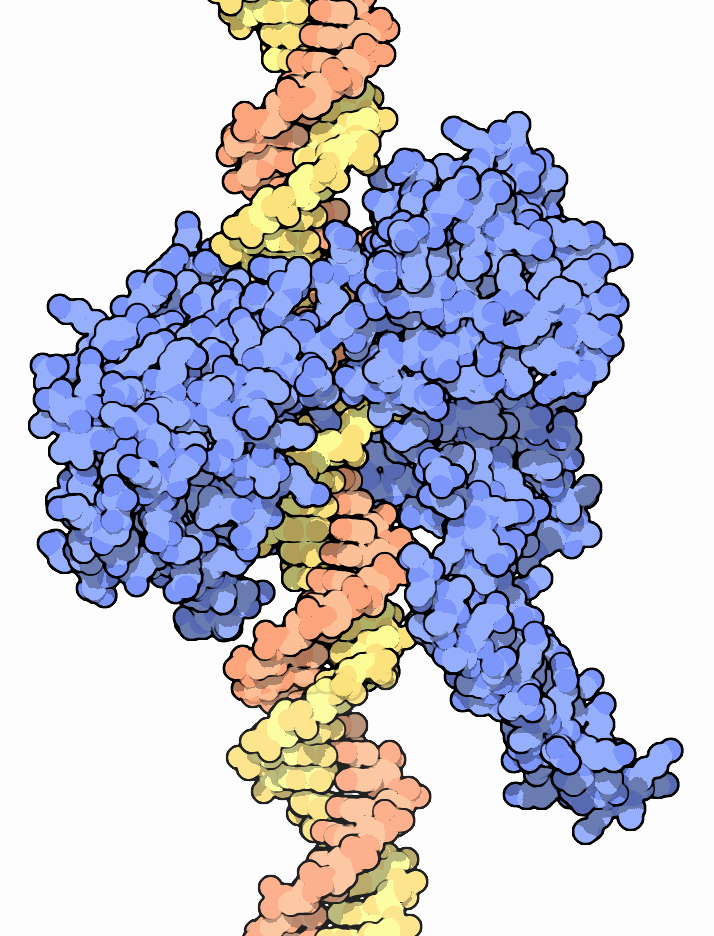
التوبوإيزوميـراز1 مرتبط مـع الدنـا.

التوبوإيزوميراز (بالإنجليزية: Topoisomerase)‏ هي إنزيمات تساهم في تعديل طوبولوجيا الدنا وذلك بفك هيئة اللولب المزدوج أو إعادة لولبتها، يظهر مشكل التفاف الدنا نتيجة طبيعةِ بنية اللولب المزدوج الالتوائية، أثناء عمليتي تضاعف الدنا والنسخ يتم فك لولبة والتواء الدنا أمام شوكة التضاعف، لأن ترك ذلك الالتواء سيمنع في النهاية بوليميراز الدنا أو الرنا الذين يقومان بتلك العمليتين من مواصلة عملهما على طول السلسلة.
من أجل منع وإصلاح الأخطاء الطوبولوجية التي يحدثها اللولب المزدوج، ترتبط التوبوإيزوميرازات مع الدنا وتقص الوحدة الأساسية الفوسفاتية لأحدى السلسلتين أو كلاهما، يسمح هذا القص الوسطي للدنا بفك تشابكه أو لولبته ثم يتم في نهاية العملية إعادة وصل الوحدة الأساسية مجددا. لأن مجمل التركيب الكيميائي والترابطي للدنا لا يتغير فإن مادة الدنا المتفاعلة والناتج منها بعد العملية عبارة عن نظائر كيميائية لا يختلفان سوى في في طوبوليجيتهما العامة، وهذا أعطى لهذه الإنزيمات إسمها: توبوإيزومير هو إنزيم إيزوميراز يعمل على طوبولوجيا الدنا..
تعمل التوبوإيزوميرازات البكتيرية والبشرية بنفس الآليات في معالجة لف الدنا الفائق.

## تاريخ
كان جيمس وانج أول من اكتشف إنزيم التوبوإيزوميراز سنة 1970 حيث قام بملاحظة الإنزيم توبوإيزوميراز1 للإشريكية القولونية. وأرقام الإنزيم التصنيفية للتوبوإيزوميراز هي: I ببب 5.99.1.2، II ببب 5.99.1.3.